# Граф Танкервиль

Герб графов Танкервиль

Граф Танкервиль (англ. Earl of Tankerville) — наследственный титул в системе Пэрства Великобритании. Название титула происходит от города Танкарвиль в Нормандии (современная Франция). Титул создавался трижды в британской истории, дважды в качестве пэра Англии (1418 и 1695) и один раз в качестве пэра Великобритании (1714) для Чарльза Беннета, 2-го барона Оссалстона (1674—1722). Его отец Джон Беннет, 1-й барон Оссалстон (1616—1695), младший брат — Генри Беннет, 1-й граф Арлингтон.
Дополнительный титул: барон Оссалстон из Оссалстона в графстве Мидлсекс (1682) в Пэрстве Англии. Нынешний граф Танкервиль проживает в Западном Лондоне и в графстве Северный Йоркшир.

## Графы Танкервиль, первая креация (1418)
- 1418—1421: Джон Грей, 1-й граф Танкервиль (1384 — 22 марта 1421), второй сын сэра Томаса Грея из Хитона (1359—1400) и Джоанны Моубрей (ум. 1410), дочери Джона де Моубрея, 4-го барона де Моубрея
- 1421—1450: Генри Грей, 2-й граф Танкервиль (1419 — 13 января 1450), единственный сын предыдущего
- 1450—1460: Ричард Грей, 3-й граф Танкервиль (5 ноября 1436 — 17 декабря 1466), старший сын предыдущего.

## Графы Танкервиль, вторая креация (1695)
- 1695—1701: Форд Грей, 3-й барон Грей из Уэрка, 1-й граф Танкервиль (20 июля 1655 — 24 июня 1701), старший сын Ральфа Грея, 2-го барона Грея из Уэрка (1630—1675) и Кэтрин Форд, дочери сэра Эдварда Форда из Хартинга.

## Бароны Оссалстон (1682)
- Джон Беннет, 1-й барон Оссалстон (1618 — 11 февраля 1695), старший сын сэра Джона Беннета
- Чарльз Беннет, 2-й барон Оссалстон (1674 — 21 мая 1722), единственный сын предыдущего, граф Танкервиль с 1714 года.

## Графы Танкервиль, третья креация (1714)
- 1714—1722: Чарльз Беннет, 1-й граф Танкервиль (1674 — 21 мая 1722), сын и преемник Джона Беннета, 1-го барона Оссалстона
- 1722—1753: Чарльз Беннет, 2-й граф Танкервиль (21 декабря 1697 — 14 марта 1753), единственный сын предыдущего
- 1753—1767: Чарльз Беннет, 3-й граф Танкервиль (9 сентября 1716 — 27 октября 1767), старший сын предыдущего
- 1767—1822: Чарльз Беннет, 4-й граф Танкервиль (15 ноября 1743 — 10 декабря 1822), старший сын предыдущего
- 1822—1859: Чарльз Беннет, 5-й граф Танкервиль (28 апреля 1776 — 25 июня 1859), старший сын предыдущего
- 1859—1899: Чарльз Огастес Беннет, 6-й граф Танкервиль (10 января 1810 — 18 декабря 1899), старший сын предыдущего
  - Чарльз Беннет, лорд Оссалстон (31 декабря 1850 — 29 июня 1879), старший сын предыдущего
- 1899—1931: Джордж Монтегю Беннет, 7-й граф Танкервиль (30 марта 1852 — 9 июля 1931), младший брат предыдущего
- 1931—1971: Чарльз Огастас Кер Беннет, 8-й граф Танкервиль (16 августа 1897 — 1 декабря 1971), старший сын предыдущего
- 1971—1980: Чарльз Огастес Грей Беннет, 9-й граф Танкервиль (28 июля 1921 — 27 апреля 1980), старший сын предыдущего от первого брака
- 1980 — настоящее время: Питер Грей Беннет, 10-й граф Танкервиль (род. 18 октября 1956), единственный сын предыдущего от второго брака.
  - Наследник: Эдриан Джордж Беннет (род. 5 июля 1958), старший сын Джорджа Артура Грея Беннета (род. 1925), двоюродный брат предыдущего.